# Longyearbyen
Longyearbyen è la città più popolosa delle isole Svalbard, con circa 2 144 abitanti. È situata a 78°13′ N 15°33′ E ed è la sede della residenza del Governatore (Sysselmannen, dal 2021 Sysselmester).
È il centro abitato con più di 1 000 abitanti più a nord del mondo.

## Geografia fisica

### Clima
Il sole di mezzanotte illumina la città approssimativamente per poco più di 4 mesi, dal 19 aprile al 23 agosto, nei quali il sole è sopra l'orizzonte per 24 ore al giorno. Il sole rimane sotto l'orizzonte dal 26 ottobre al 16 febbraio, ma la notte polare ufficialmente (durante la quale il sole è almeno 6 gradi sotto l'orizzonte e non vi è nemmeno il crepuscolo civile) inizia il 14 novembre e finisce il 29 gennaio. In realtà, a causa dell'ombra prodotta dalle montagne, il sole non è visibile a Longyearbyen fino a circa l'8 marzo. L'ultima apparizione del sole di mezzanotte avviene durante la notte tra il 23 ed il 24 agosto, mentre la prima mezzanotte di buio totale, a causa dei crepuscoli estremamente lenti, avviene tra il 5 ed il 6 settembre.
Il clima delle Isole Svalbard è il risultato di un clima artico temperato dalla Corrente del Nord Atlantico. La parte più calda e più umida dell'arcipelago è Nordenskiöld Land, a causa dalla convergenza di aria mite e umida da Sud e aria fredda da Nord. Le temperature medie estive sono in genere di 3-7 °C (37-45 °F), mentre le medie invernali più elevate possono arrivare da -11 a -13 °C (da 12 a 9 °F). La neve copre in genere la città da novembre a marzo. La temperatura più alta mai registrata a Longyearbyen è stata 21,3 °C (70,3 °F) nel mese di luglio 1979, mentre la più bassa è stata -46,3 °C (-51,3 °F) nel marzo 1986.
Le temperature estremamente rigide hanno indotto l’amministrazione locale a emettere un'ordinanza che vieta la sepoltura all’interno del paese. L’inconsueto provvedimento è stato motivato a seguito di una importante epidemia avvenuta nel 1917-20 e del successivo ritrovamento di virus “ancora attivi” nei tessuti prelevati da corpi riesumati a distanza di anni, risultati ancora intatti. La normale decomposizione dei cadaveri, infatti, viene impedita dalle condizioni climatiche e con essa la distruzione dei microrganismi. Tanto è bastato all'umorismo anglosassone per etichettare Longyearbyen come “La cittadina dove è vietato morire”.

## Storia
Il villaggio fu fondato nel 1906 da John Munro Longyear, proprietario principale della Arctic Coal Company of Boston. Longyearbyen, che fu distrutta nel 1943 dai tedeschi e successivamente ricostruita dopo la Seconda guerra mondiale, è il centro amministrativo sito più a nord del mondo.

## Società
La popolazione di Longyearbyen ammontava al 1º gennaio 2012 a 2 115 abitanti, così distribuiti:
| Paese       | 1º gennaio 2009 | 1º gennaio 2010 | 1º gennaio 2011 | 1º gennaio 2012 |
| ----------- | --------------- | --------------- | --------------- | --------------- |
| Norvegia    | 1792            | 1744            | 1695            | 1738            |
| Thailandia  | 92              | 96              | 97              | 104             |
| Svezia      | 43              | 53              | 58              | 76              |
| Russia      | 21              | 29              | 34              | 34              |
| Danimarca   | 12              | 14              | 12              | 19              |
| Germania    | 26              | 24              | 20              | 16              |
| Croazia     | 10              | 11              | 12              | 14              |
| Altri Paesi | 89              | 81              | 89              | 114             |
| Totale      | 2085            | 2052            | 2017            | 2115            |

## Cultura

### Media
L'ambientazione della serie televisiva britannica Fortitude è ispirata alla città di Longyearbyen e alle Isole Svalbard, pur essendo girata in Islanda.

## Economia
Nonostante le dimensioni relativamente ridotte, la cittadina di Longyearbyen gode, grazie al suo stato di sede amministrativa, di molti dei privilegi di una grande città: è sede di un aeroporto internazionale, l'Aeroporto Svalbard (LYR), attivo dal 14 agosto 1975, e dal 1993 di un centro universitario per gli studi artici, l'Universitetssenteret på Svalbard, o UNIS. È presente inoltre il museo etnografico Svalbard Museum e l'Airship Museum, con reperti e documenti relativi al volo del dirigibile Italia e all'operazione di recupero dei superstiti.
Ad un chilometro dal centro di Longyearbyen si trova lo Svalbard Global Seed Vault (in italiano "Deposito sotterraneo globale dei semi di Svalbard"), un importante centro/museo che ha la funzione di fornire una rete di sicurezza contro la perdita botanica accidentale del "patrimonio genetico tradizionale" delle sementi. È costituito da tre sale di 27 metri di lunghezza, 10 di larghezza e 6 di altezza. Le chiusure hanno porte di acciaio di notevole spessore e la struttura in calcestruzzo è capace di resistere ad una eventuale guerra nucleare o ad un incidente aereo.
Negli ultimi due decenni (2000 e 2010), grazie allo sviluppo del turismo alle isole Svalbard, la cittadina si è popolata di numerosi hotel, ristoranti, negozi e soprattutto di tour operator locali che offrono soggiorni ed escursioni nei panoramici e suggestivi dintorni della località.